# Queen Mab (Shelley)

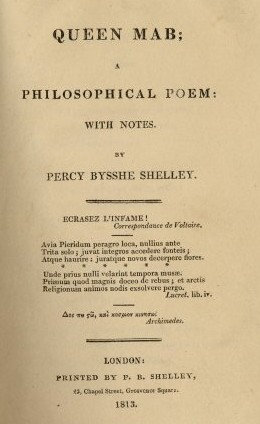
Strona tytułowa poematu "Queen Mab"

Percy Bysshe Shelley

Podpis Percy’egoBysshe Shelleya

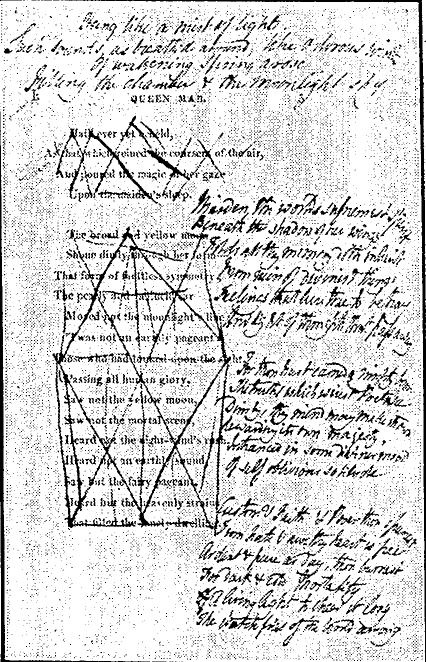
Poprawki Shelleya na egzemplarzu "Queen Mab"

Queen Mab; A Philosophical Poem; With Notes – utwór angielskiego romantyka Percy’ego Bysshe Shelleya, opublikowany w 1813. 

## Forma
Utwór składa się z dziewięciu pieśni. Jest napisany nierymowanym wierszem nieregularnym, podzielonym na akapity o różnej długości:

How wonderful is Death,
Death and his brother Sleep!
One, pale as yonder waning moon
With lips of lurid blue;
The other, rosy as the morn
When throned on ocean's wave
It blushes o'er the world:
Yet both so passing wonderful!

W zakresie formy, ale i treści, poemat Shelleya nawiązuje do eposu Roberta Southeya Thalaba the Destroyer. 

## Treść
Utwór ma charakter utopii politycznej, w której poeta przeciwstawia się panującemu porządkowi, monarchii i religii. W  warstwie fabularnej stanowi opis podróży, w którą królowa elfów Mab zabiera duszyczkę Ianthe, pierwszego dziecka Shelleya. Poemat jest uzupełniony siedemnastoma prozatorskimi notami na temat między innymi ateizmu, republikanizmu i wegetarianizmu. W dziele widoczne są wpływy filozofii David Hume’a, Williama Godwina i Jana Jakuba Rousseau. Utwór był bardzo popularny wśród angielskich robotników w latach trzydziestych i czterdziestych XIX wieku.